# Любомльський заказник
Любомльський — ботанічний заказник місцевого значення. Об'єкт розташований на території Любомльського району Волинської області, ДП «Любомльське ЛГ», Любомльське лісництво, квартал 24, виділ 17.
Площа — 8,2 га. Утворений за рішенням виконавчого комітету Волинської обласної ради народних депутатів від 04.10.1985 р. № 301.
Охороняється ділянка дубового лісу віком 100 років, де зростають рідкісні, занесені в Червону книгу України види рослин: зозулині черевички справжні (Cypripedium calceolus), коручка болотна (Epipactis palustris), плодоріжка блощична (Anacamptis coriophora), зозульки травневі (Dactylorhiza majalis).

## Галерея

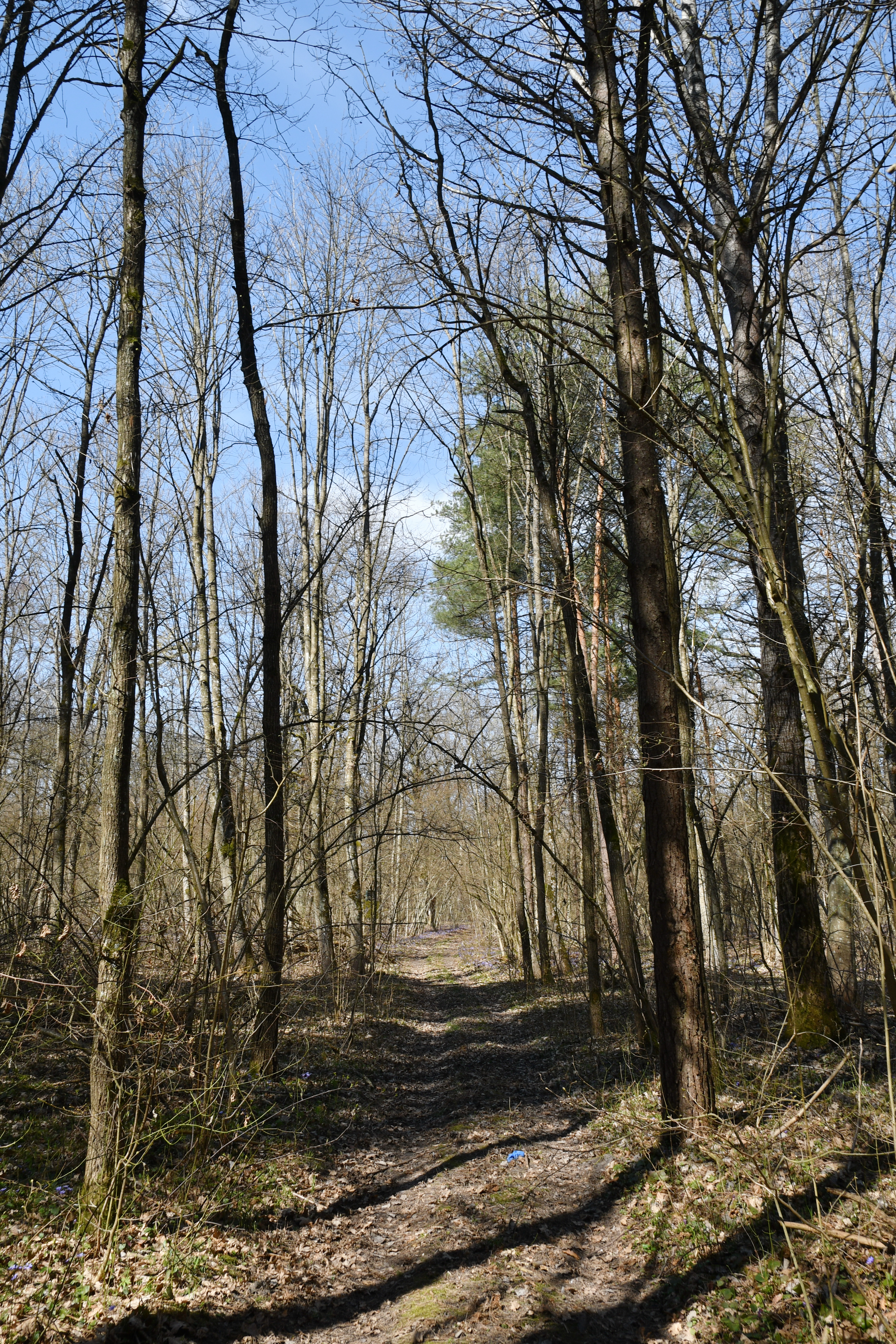
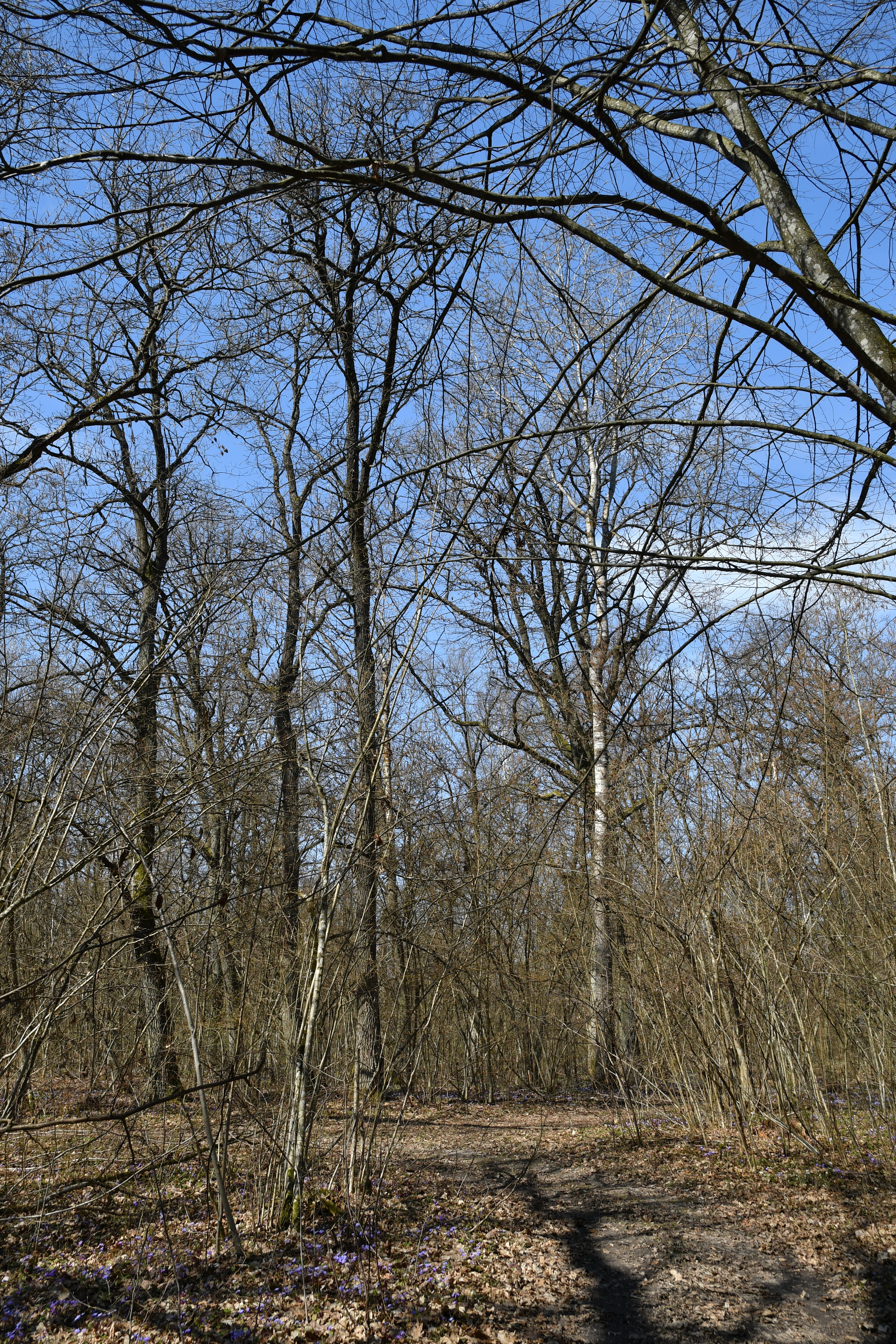
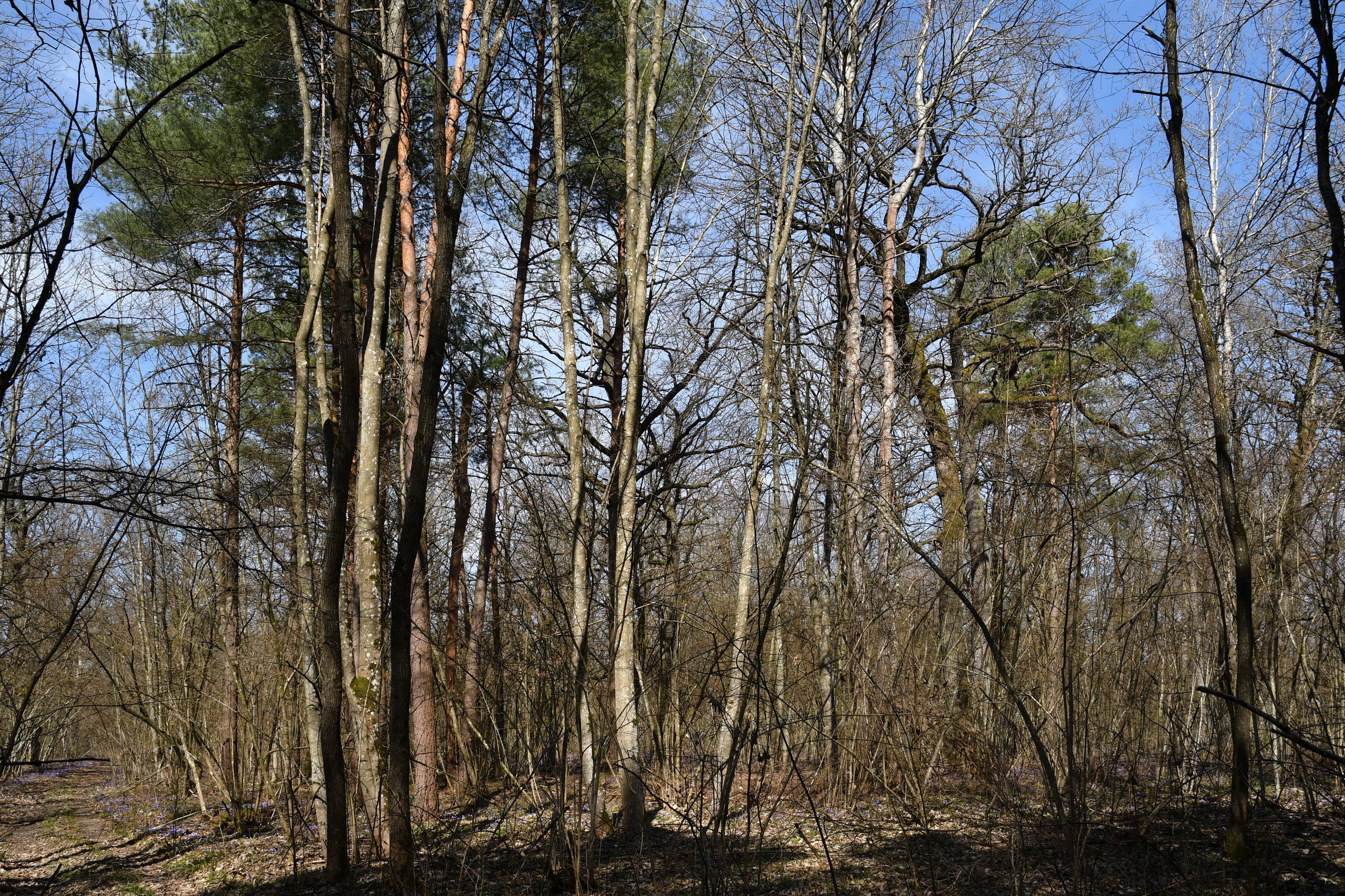
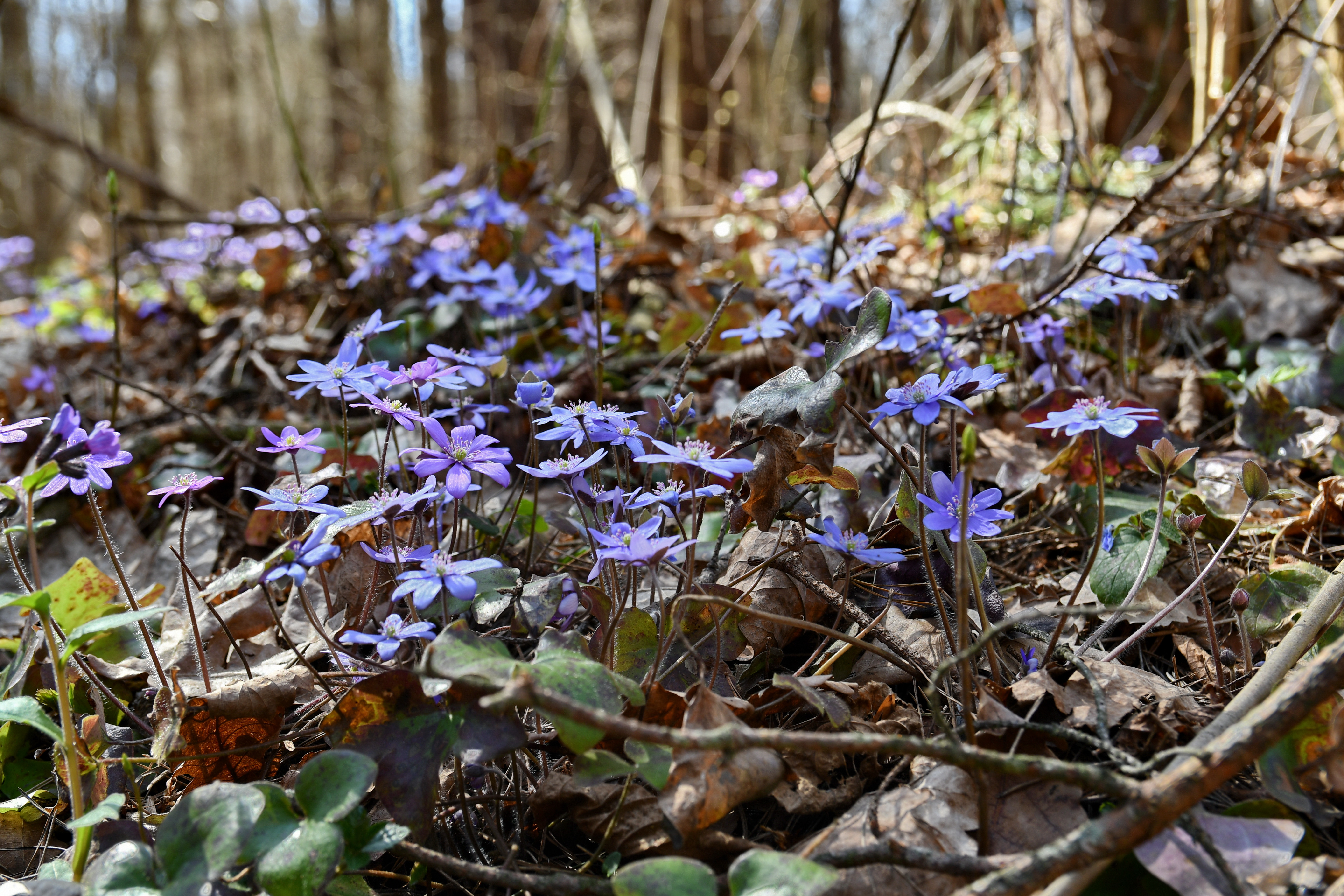